# Nguyễn Văn Yểu
Nguyễn Văn Yểu (sinh ngày 22 tháng 9 năm 1942) là một chính trị gia người Việt Nam, ông nguyên là Ủy viên Ban Chấp hành Trung ương Đảng Cộng sản Việt Nam khóa VIII, IX, nguyên Phó Chủ tịch Quốc hội, đại biểu Quốc hội Việt Nam khóa X, XI giai đoạn (1997-2007) thuộc đoàn đại biểu tỉnh Hưng Yên. Trong Chính phủ Việt Nam ông từng giữ chức vụ Thứ trưởng Bộ Tư pháp.

## Xuất thân
Nguyễn Văn Yểu sinh ngày 22 tháng 9 năm 1942 tại quê nhà thị trấn Bần Yên Nhân huyện Mỹ Hào tỉnh Hưng Yên, ông hiện đang thường trú tại thành phố Hà Nội.

## Giáo dục
Nguyễn Văn Yểu học trung học phổ thông hệ 10/10 và có trình độ học vấn Đại học chuyên ngành luật,về chính trị,ông có bằng Cao cấp lí luận chính trị.

## Quan điểm
- Đại biểu Quốc hội phải gắn bó chặt chẽ với cử tri, thông qua việc tiếp xúc để lắng nghe tâm tư, nguyện vọng của dân.
- Không ai hạn chế việc đại biểu tiếp xúc cử tri.
- Với các đại biểu Quốc hội ở địa phương, nhất là các đại biểu Quốc hội không giữ các vị trí lãnh đạo thì đúng là việc tạo điều kiện thuận lợi cho đại biểu đó tiếp xúc cử tri là rất cần thiết. Văn phòng đại biểu Quốc hội, các đồng chí trưởng, phó đoàn đại biểu Quốc hội địa phương phải tạo điều kiện.
- theo tôi thì chính đại biểu Quốc hội đó cũng không nên tự ti, không nhất thiết mình phải là lãnh đạo cấp cao hay nắm một chức vụ gì ở địa phương thì việc tiếp xúc cử tri mới có trọng lượng.
- Đã là đại biểu Quốc hội thì dù đại biểu đó là Thủ tướng, Chủ tịch UBND tỉnh hay là giáo viên cấp 1, doanh nhân… đều bình đẳng, đều có quyền hạn và nghĩa vụ ngang nhau với tư cách là đại biểu của nhân dân.